# Rheurdt
Rheurdt är en kommun och ort i Kreis Kleve i Regierungsbezirk Düsseldorf i förbundslandet Nordrhein-Westfalen i Tyskland.